# Dinesh Gunawardena
Dinesh Chandra Rupasinghe Gunawardena (Colombo, 2 de março de 1949) é um político cingalês, primeiro-ministro de 22 de julho de 2022 a 23 de setembro de 2024. Ele serviu como membro do parlamento, ministro do gabinete e líder da Câmara no Parlamento do Sri Lanka. Ele é o atual líder do partido de esquerda Mahajana Eksath Peramuna (MEP) desde 1983.

## Início de vida e família
Gunawardena nasceu em 2 de março de 1949.<ref>de Silva, W.P.; Ferdinando, T.C.L. (1988). 9th Parliament of Sri Lanka (PDF). Colombo, Sri Lanka: Associated Newspapers of Ceylon Limited. ISBN desconhecido Verifique |isbn= (ajuda). Arquivado do original (PDF) em 23 de junho de 2015